# Colum McCann
Colum McCann (Dublino, 28 febbraio 1965) è uno scrittore irlandese naturalizzato statunitense, vincitore del National Book Award nel 2009 con il romanzo Questo bacio vada al mondo intero (Let the Great World Spin). Autore dei romanzi best seller This Side of Brightness, Dancer e Zoli, insegna scrittura creativa presso l'Hunter College della City University of New York.
Zoli, il suo terzo romanzo, è ambientato in Slovacchia e narra la storia della poetessa rom Zoli Natovna, che con la sua forza e sensibilità volle dare voce alle sofferenze vissute dalla sua comunità durante le persecuzioni delle guardie fasciste di Hlinka; ma questa passione, la poesia, si rivelerà per lei un'arma a doppio taglio: emarginata infatti dalla sua stessa comunità, Zoli verrà considerata una traditrice, accusata di mettere a repentaglio le regole e le tradizioni millenarie della comunità zingara. Benché si tratti di un personaggio immaginario, è ispirato alla figura della poetessa rom polacca Papusza (Bronisława Wajs).
È stato tradotto in ventisei lingue. Ha scritto su giornali prestigiosi quali gli statunitensi The New York Times, The Atlantic e GQ, il britannico The Times, l'irlandese The Irish Times e l'italiano La Repubblica.
Nel 2003 è stato nominato dal giornale Esquire Magazine come uno dei migliori autori viventi. Ha nel proprio curriculum vitae diversi premi, tra cui l'Irish Book Awards e l'Ireland Fund of Monaco Princess Grace Memorial Literary Award, conferitogli nel 2002.

## Opere
- Di altre rive (Fishing the Sloe-Black River) (1994) - Il Saggiatore, 2001; Feltrinelli, 2024
- La legge del fiume (Songdogs) (1995) - Il Saggiatore, 1999
- I figli del buio (This Side of Brightness) (1998) - Il Saggiatore, 1998; RIzzoli, 2010; Feltrinelli, 2023
- Come ogni cosa in questo paese (Everything in This Country Must) (2000) - Feltrinelli, 2023
- La sua danza (Dancer) (2003) - Tropea, 2003; Feltrinelli, 2022
- Zoli: storia di una zingara (Zoli) (2006) - Rizzoli, 2007
- Questo bacio vada al mondo intero (Let the Great World Spin) (2009) - Rizzoli, 2010; Lascia che il mondo giri - Feltrinelli, 2022
- TransAtlantico (TransAtlantic) (2013) - Rizzoli, 2014; Feltrinelli, 2021
- Tredici modi di guardare (Thirteen Ways of Looking) (2015) - Rizzoli, 2018
- Letters to a Young Writer (2017)
- Apeirogon (2020) - Feltrinelli, 2021